# Gautam Malkani
Gautam Malkani (ur. 27 sierpnia 1976 w Londynie), angielski pisarz i dziennikarz.
Jego matka do Wielkiej Brytanii przybyła z Ugandy. Dorastał w Hounslow, studiował w Cambridge. Pracuje w Financial Times. Jest autorem powieści Londonstani, w Polsce wydanej pod tytułem Londonistan. Opublikowana w 2006 powieść ukazuje środowisko londyńskich deszytów, czyli pakistańskich i hinduskich - najczęściej w drugim lub trzecim pokoleniu - imigrantów. 